# 미망인 (1984년 드라마)
《미망인》은 1984년 1월 7일부터 1984년 7월 22일까지 방영된 한국방송공사 주말연속극이다.

## 줄거리
산악 사고로 남편을 잃은 뒤 적극적인 자세로 현실과 맞서 나가며 집안의 기둥 역할을 해내는 한 여인의 애환과 소규모 사업을 하는 남자의 사랑 이야기.

## 등장 인물
- 이효춘
- 노주현
- 강효실
- 김영철
- 김진해
- 권기선
- 김희진
- 김은선

## 참고 사항
- 노주현이 맡았던 남자 주인공 역은 당초 박근형이 낙점되었으나 TV방송연기자협회와 KBS 사이의 갈등으로 인해 하차하였다.[1]
- 백수련이 여주인공 물망에 올랐지만 박근형과 같은 이유로 하차해야 했다.[2]
- 지나친 자사 프로그램 예고방송으로 시청자들을 피곤하게 한 것 뿐 아니라[3] 미망인과 애인 사이의 은밀한 대화를 내보내어 방송심의위원회로부터 '주의' 조치를 받았다.[4]